# Kenta Fukumori
Kenta Fukumori (福森 健太 Fukumori Kenta?, Tokio, 4 de julio de 1994) es un futbolista japonés que juega como defensa en el Tochigi S. C. de la J3 League.

## Trayectoria

### Clubes
| Club                         | País  | Año       |
| ---------------------------- | ----- | --------- |
| Giravanz Kitakyushu          | Japón | 2016-2020 |
| Oita Trinita                 | Japón | 2021-2023 |
| Giravanz Kitakyushu (cedido) | Japón | 2021      |
| Tochigi S. C. (cedido)       | Japón | 2022-2023 |
| Tochigi S. C.                | Japón | 2024-     |